# Autovermietung

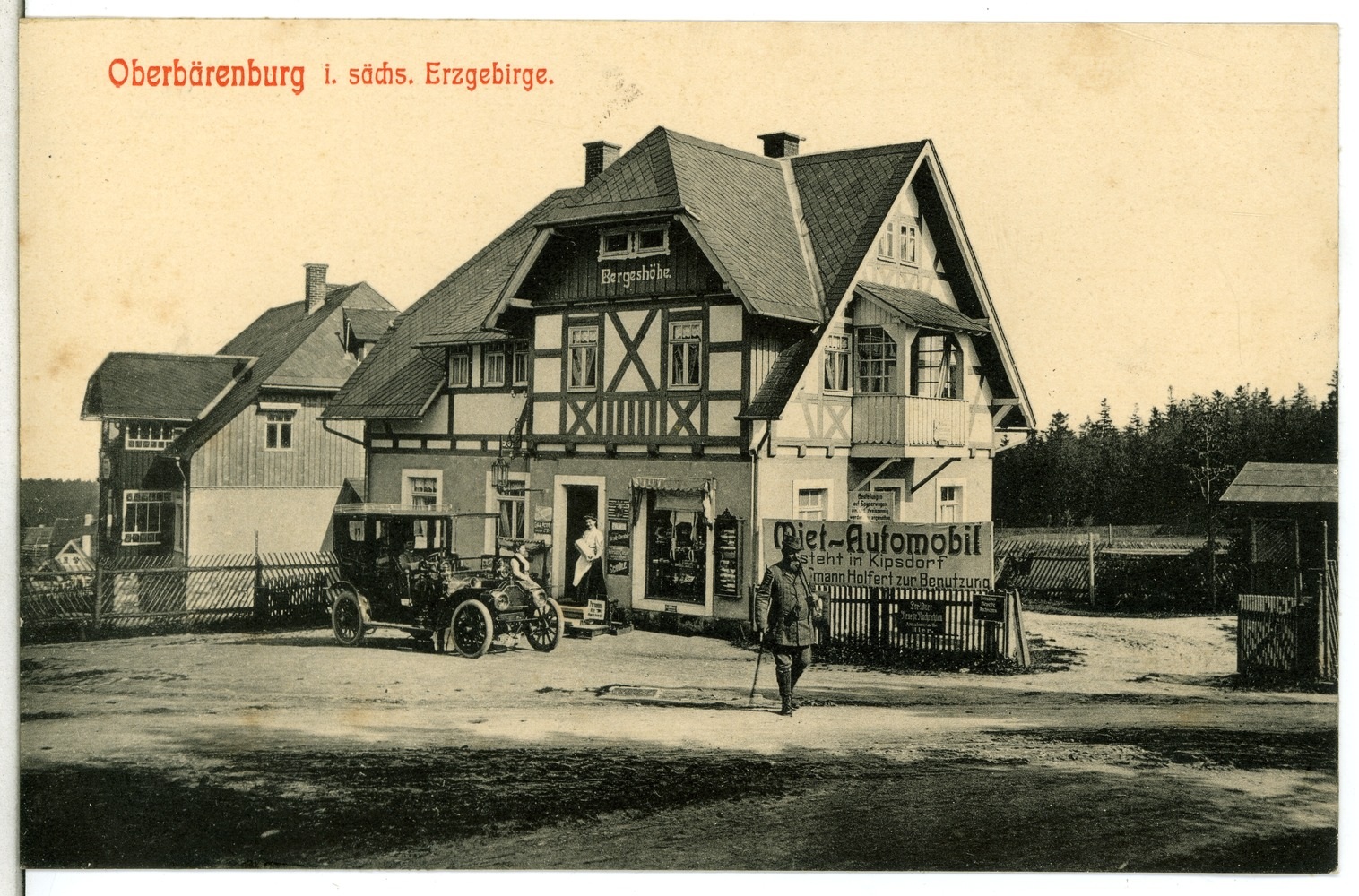
Miet-Automobil (1911)

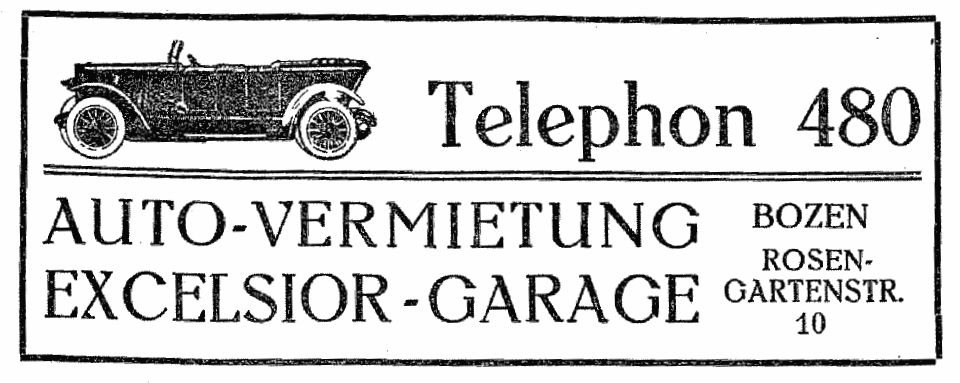
Anzeige für Autovermietung (1925)

Autovermietung beziehungsweise Mietwagenunternehmen oder Autoleasingfirmen werden Unternehmen genannt, die gegen Gebühren Leihwagen, meist Lastwagen oder Autos, vermieten. Besonders bekannt ist die Autovermietung im Autobereich. Die Autovermietung hat zum Ziel, dass ein Kraftfahrer ein Fahrzeug anmietet, um mit diesem selbst fahren zu können. Bei einem kurzzeitigen, auch minutenweisen Anmieten von Fahrzeugen spricht man von kommerziellem Carsharing.
Einige Autovermietungen bieten auch Fahrschulwagen zur kurzfristigen Vermietung an. Diese Fahrzeuge sind mit der für Fahrschulen notwendigen Ausrüstung ausgestattet.
Im Schwerlastverkehr stellen Autovermietungen eine Alternative zur Beauftragung von Speditionen dar, sofern die anmietende Person oder das anmietende Unternehmen über geeignete Fahrer verfügt. Manche Lastwagenfahrer besitzen nicht die geforderten Kenntnisse über Ladungssicherung, während die Speditionen gleichzeitig immer leistungsfähigere Logistik-Dienstleistungen anbieten. Vor allem am Wochenende sind Lastwagen für private Umzüge gefragt und daher teurer als in der Woche.
Größere Möbelhäuser und Baumärkte innerhalb Europas bieten seit etwa 2000 zunehmend auch – zumeist nur einen – 3,5-Tonnen-Lieferwagen mit Pritsche und Plane für ihre Kunden zum Transport des gekauften aber auch unabhängig davon an. Weiters leichte, auflaufgebremste Planen-Anhänger für die Kugelkupplung am privaten Autos des Kunden.

## Altautos
Rent-A-Wreck vermietet in gefährlichen Ländern alte Fahrzeuge, damit die Anmieter nicht sofort als hilflose, unbewaffnete Touristen zu erkennen sind.

## Nationales

### Deutschland
Der Autovermietungsmarkt in Deutschland ist von stark zunehmender Konzentration geprägt. Gab es 1999 noch knapp 5.000 Unternehmen, so waren es 2007 rund 470. Insgesamt werden etwa 50.000 Personen beschäftigt.
Bei einem Mietwagen mit Fahrer wird ein Fahrzeug angemietet, wobei ein Fahrpreis für eine festgelegte Fahrstrecke (ähnlich dem Taxi) meist vor Antritt der Fahrt ausgehandelt wird.
Der Umsatz der Branche betrug 2007 über 16 Milliarden €. Davon waren 55 % Vermietungen an Firmen, 17 % an Touristen, 18 % an Privatpersonen und Sonstige sowie 10 % Unfallersatzgeschäft.
Die Fahrzeuge sind in Deutschland zwingend als Selbstfahrervermietfahrzeuge zugelassen und erfordern dadurch eine besondere Versicherung. Diese ist zumeist deutlich teurer als eine normale Privat-Fahrzeugversicherung.
Inhaltlich sind die Begriffe Autovermietung und Mietwagen nicht gleichzusetzen, da der Mietwagen dem Personenbeförderungsgesetz (§ 49 Abs. 4 PBefG) unterliegt und eine Form des Gelegenheitsverkehrs ist.
Die bundesrechtlich maßgebliche Regelung für Kraftfahrzeugvermietung ist die Verordnung über die Überwachung von gewerbsmäßig an Selbstfahrer zu vermietenden Kraftfahrzeuge und Anhänger vom 21. Juli 1969 (BGBl. I S. 875).

### Österreich
Der Markt in Österreich ist einerseits von den großen internationalen Autovermietungen SIXT, Europcar, Avis und Hertz geprägt. Daneben finden sich verschiedene regionale Anbieter, die lediglich auf lokaler Ebene tätig sind. Auch Autovermietungen, die ausschließlich Elektroautos vermieten, sind in den großen Städten zu finden.

### Schweiz
Ende Mai 2019 lancierte der Onlinehändler Digitec Galaxus ein Auto-Abo. Im Jahr 2019 wurde die Auto-Abo-Plattform CARIFY gegründet.

## Mietwagenvermittler
Neben den eigentlichen Flottenanbietern bestehen Mietwagenvermittler, auch Mietwagenbroker (z. B. Check24, Auto Europe, billiger-mietwagen.de) genannt. Dies sind Vermittler, die über keine eigenen Leihwagen verfügen, sondern Angebote der Flottenanbieter vermitteln. Viele Mietwagenvermittler bieten ihre Angebote über das Internet an.